# 王伯勝
王伯胜（13世纪？—1326年），元朝霸州文安（今河北文安县）人。
王伯胜十一岁为忽必烈的宿卫。至元二十五年（1288年），参与攻打乃颜，立功，被任命为拱卫直都指挥使。元武宗即位，任命他为也可扎鲁花赤、刑部尚书、中书右丞等职。进升为大都留守兼少府监。元仁宗时，出任辽阳等处行中书省平章政事。为懿州增添州学弟子员额，选择师父进行教育，招募百姓耕种闲田充实粮仓。延祐二年召为大都留守、武卫亲军都指挥使，兼大都屯田事。元英宗至治二年（1322年）奉诏监修文武楼，创咸宁殿，建太庙。泰定帝泰定三年（1322年）去世，追封蓟国公，谥忠敏。王伯胜长子王恪，本名安童，官至兵部尚书，南台治书侍御史，佥宣徽院事。次子王马儿，以宣武将军袭任武卫亲军都指挥使。其孙王善果袭职。其兄王伯顺，给事内廷，为忽必烈所亲信，王伯胜通过王伯顺入见，忽必烈对王伯顺说：“此儿当胜卿，可名伯胜。”王伯顺官至大司徒。